# Butternut, Wisconsin
Butternut là một làng thuộc quận Ashland, tiểu bang Wisconsin, Hoa Kỳ. Năm 2006, dân số của làng này là 407 người.